# Facultad de Derecho (Universidad Nacional Autónoma de México)
La Facultad de Derecho de la Universidad Nacional Autónoma de México es la dependencia encargada de realizar investigación y docencia en materia jurídica. Tiene su antecedente directo en la denominada Escuela Nacional de Jurisprudencia.Posee la biblioteca más grande de América Latina en el ámbito del Derecho.Entre sus egresados destacan expresidentes de México, ministros de la Suprema Corte de Justicia de la Nación, juzgadores del Poder Judicial de la Federación, renombrados doctrinarios, escritores, historiadores, diplomáticos, líderes sociales y dos galardonados con el Premio Nobel. Asimismo, han surgido de sus aulas jueces de tribunales internacionales como la Corte Interamericana de Derechos Humanos, la Corte Internacional de Justicia, la Corte Penal Internacional y el Tribunal Internacional del Derecho del Mar.
Con una tradición que se remonta a 1551, se ha consolidado como una de las instituciones de educación jurídica más destacadas a nivel internacional, alcanzando el puesto 26 en el ranking de las mejores facultades de derecho del mundo en 2024, según el prestigioso QS World University Rankings, que evaluó a más de 370 universidades. Consolidándose como la mejor en México, América Latina e Iberoamérica en el ámbito de Derecho y Estudios Jurídicos (Law & Legal Studies).

## Historia
Los antecedentes de la Facultad de Derecho se remontan a la creación de la Real y Pontificia Universidad de México el 21 de septiembre de 1551, durante el régimen del virrey Luis de Velasco. La situación de esa época, la necesidad de una correcta administración de la Nueva España y el caos de la legislación en las colonias españolas motivaron a personajes como fray Juan de Zumárraga a solicitar en repetidas ocasiones a los reyes españoles y al virrey Antonio de Mendoza la fundación de una Universidad.[cita requerida]
El emperador Carlos V, atendiendo a varias de las peticiones, ordena el establecimiento de un “estudio y Universidad de todas las ciencias”, y fue así como se creó la Real y Pontificia Universidad de México, que inició sus labores con las cátedras de: Teología, Escritura, Cánones, Leyes, Artes, Retórica y Gramática. En sus inicios, “la Universidad carecía hasta de biblioteca y tanto los profesores y como los alumnos tenían que acudir, seguramente, a las bibliotecas de los conventos de las diversas órdenes religiosas establecidas en la ciudad de México.”[cita requerida]

#### La influencia religiosa en la enseñanza
La Facultad de Cánones y Leyes ofrecía los grados de bachiller, licenciado y doctor, y las primeras cátedras que se impartieron fueron: Decrétales y Decreto. Como los profesores eran muy pocos, se tardaban varios años en impartirlas. Las principales fuentes de consulta de los alumnos eran los textos legales, la información que obtenían en los despachos donde hacían sus prácticas y los apuntes que les proporcionaban sus profesores. La enseñanza se concretaba en el Derecho romano, debido a que la legislación española descendía de él. Sin embargo, "se enseñaron los principios de la disciplina al margen de todo cambio en la legislación; por eso, para ejercer la profesión de abogado era necesario sustentar examen ante la Real Audiencia, acto en el cual debía demostrar el interesado sus conocimientos en Derecho positivo vigente y sobre las prácticas judiciales". De la Facultad de Cánones y Leyes surgieron muchos doctores que ocuparon la rectoría de la Universidad.[cita requerida]

## La Escuela Nacional de Jurisprudencia
En 1833, el vicepresidente de la República, Valentín Gómez Farías, suprimió la Universidad de México para establecer la Dirección General de Instrucción Pública para el Distrito y Territorios Federales, situación que solo duró diez meses, periodo durante el cual la Escuela de Leyes quedó instalada en el Antiguo Colegio de San Ildefonso.

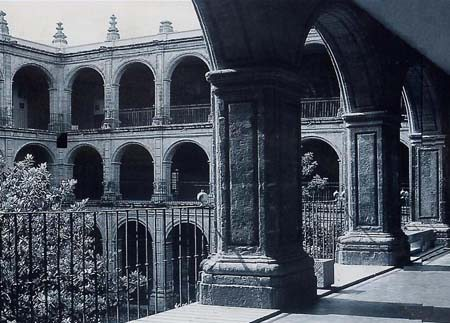
El interior del edificio de la Escuela Nacional de Jurisprudencia, en 1903.

En 1834, el presidente Antonio López de Santa Anna restituyó la Universidad, pero a pesar de ello la situación tan precaria no mejoró y, como consecuencia, en 1856 el presidente Ignacio Comonfort volvió a suprimirla. Luego, nuevamente el presidente, Félix Zuloaga, la restableció, hasta que finalmente se eliminó definitivamente en 1865, durante el Imperio de Maximiliano.[cita requerida]
Aun bajo las circunstancias, en 1868 se estableció la Escuela Nacional de Jurisprudencia, y ocupó la dirección Antonio de Tagle. Se expedían títulos de abogado y de notario. Las cátedras que se impartían eran: Derecho natural, Derecho romano, Derecho patrio y civil, Derecho penal, Derecho eclesiástico, Derecho constitucional y Derecho administrativo, Derecho de gentes e internacional y marítimo, principios de legislación civil, penal y economía política, procedimientos civiles y criminales. Se procuraba que los profesores fueran abogados notables y distinguidos.
De esta manera, la enseñanza fue evolucionando y se hicieron muchos esfuerzos para mejorar los planes de estudio. En un principio se conservaban las características de enseñanza de la época colonial; después se fueron perfeccionando de acuerdo con las características y necesidades económicas sociales y a las circunstancias políticas de la época.[cita requerida]
Durante la presidencia de Porfirio Díaz, la Escuela Nacional de Jurisprudencia se reorganizó nuevamente (1907), modernizando los planes de estudio y los métodos de enseñanza, y se le construyó un nuevo edificio. En 1910, cuando la Universidad fue restablecida, la Escuela Nacional de Jurisprudencia se incorporó a ella.[cita requerida]
Bajo la influencia de las ideas de la Revolución se fueron introduciendo nuevas ideologías en la Universidad, que dieron lugar a frecuentes huelgas, la primera en 1912 en la Escuela Nacional de Jurisprudencia, provocando su clausura. Mientras permaneció cerrada, los huelguistas fundaron la Escuela Libre de Derecho, misma que continúa impartiendo la carrera de licenciatura como Abogado.

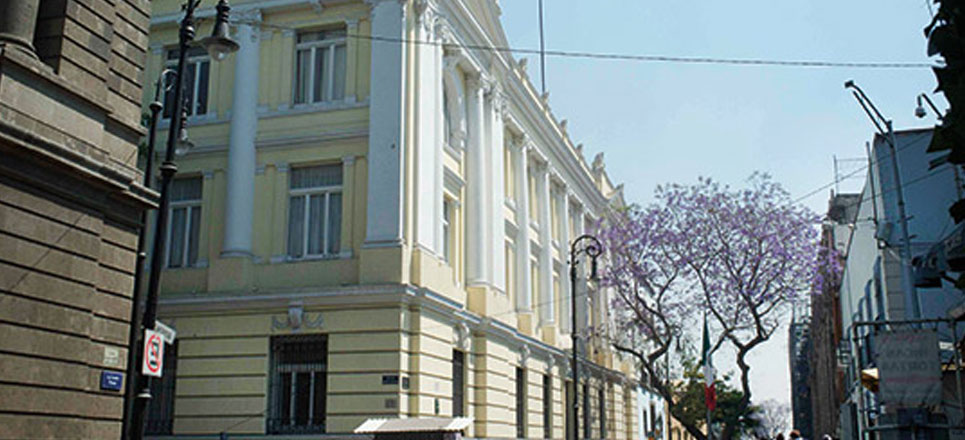
El exterior de la Escuela Nacional de Jurisprudencia, en el 2017.

En los años posteriores, la Escuela Nacional de Jurisprudencia se constituyó como líder de la Universidad, ya que en un principio las huelgas iniciadas en esta escuela se generalizaban en la Universidad, como la de 1929, la de 1933 y la de 1934. El mayor logro de la huelga de 1929 fue la autonomía de la Universidad, aunque no era ésta su finalidad; en la huelga de 1933 fue reconocida nuevamente; desafortunadamente, el sistema democrático obtenido por la ley de 1933 no dio los resultados esperados porque se prestó a innumerables abusos, fraudes y corrupción, que llevaron a frecuentes huelgas, algunas sumamente violentas de resultados trágicos; en la de 1934 por la libertad de cátedra y el apoyo económico del Estado, donde nuevamente la Escuela Nacional de Jurisprudencia se declara en huelga contra el Art. 3.º Constitucional arrastrando a toda la Universidad y otras escuelas dependientes de la SEP; finalmente logran entre otras cosas la plena autonomía de la Universidad, que el Estado cumpliera con su obligación de sustento económico, la reducción de cuotas y la creación de cátedras libres donde profesores de todas las ideologías pudieran estar.
Otra intervención más de la escuela fue durante la crisis universitaria de 1935 que se suscita cuando se pretende sustituir a la Escuela Nacional Preparatoria por la enseñanza secundaria de tres años a cargo de la SEP. “Según se ve por estos breves clentos, la influencia y participación de la Escuela Nacional de Jurisprudencia en la organización y en la vida de la Universidad Nacional, han sido decisivas.”
En el Diario Oficial de la Federación, el 6 de abril de 1946, siendo Presidente Constitucional de los Estados Unidos Mexicanos Manuel Ávila Camacho, se decretó la Ley sobre Fundación y Construcción de la Ciudad Universitaria.
Los arquitectos a cargo del proyecto de la Ciudad Universitaria en general y de la Escuela Nacional de Jurisprudencia en particular (hoy Facultad de Derecho) fueron Ernesto Gómez Gallardo Argüelles y Alonso Mariscal. El desarrollo de las obras tuvo una duración de tres años, de marzo de 1949 a mayo de 1952. La Escuela Nacional de Jurisprudencia ocupó las instalaciones en Ciudad Universitaria en 1951.[cita requerida]

## Transformación en Facultad de Derecho

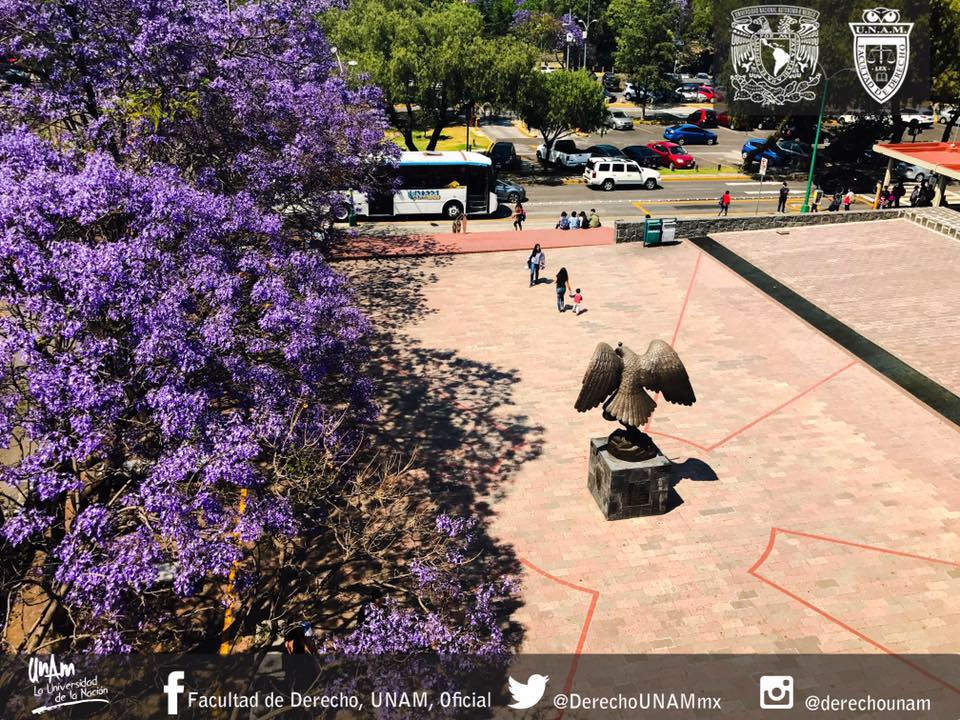
Explanada de la Facultad de Derecho, en la Ciudad Universitaria.

“Una vez aprobado por el Consejo Universitario el estatuto del Doctorado en Derecho (1949), se comprendió la necesidad de elevar a la Escuela Nacional de Jurisprudencia a la categoría de facultad, pues de acuerdo a la tradición universitaria de todo mundo civilizado, solamente las facultades están capacitadas para conceder grados académicos superiores a la licenciatura.”[cita requerida]
La iniciativa fue aprobada el 29 de marzo de 1955 por el Consejo Universitario. A partir de entonces, la Escuela Nacional de Jurisprudencia se denominó Facultad de Derecho, y desde allí se ha convertido en la principal fuente de investigación y estudios jurídicos del país. Destaca la presencia de sus egresados en el ámbito nacional e internacional; además, ha colaborado con instituciones mexicanas de los sectores público, social y privado. También, son numerosas las instancias en los tres niveles de gobierno que han acudido a la Facultad de Derecho mediante convenios generales y específicos de colaboración, para recibir de los académicos cursos, talleres, diplomados y demás actividades de actualización y especialización.

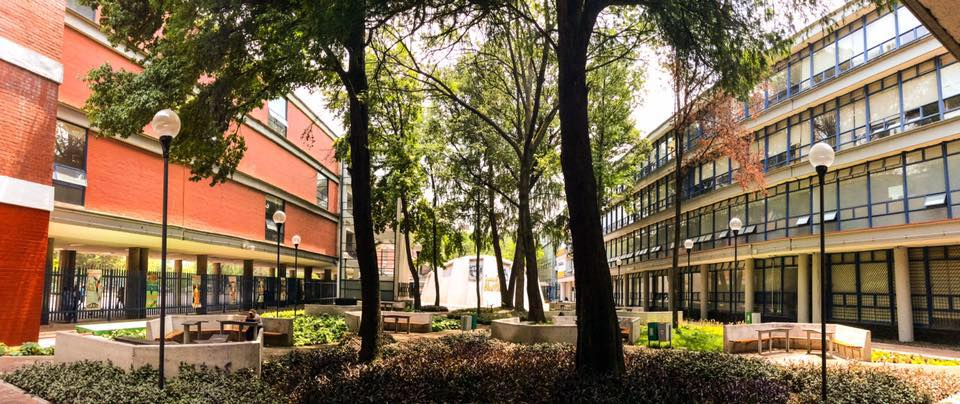
Jardín de los Eméritos

Las instalaciones en Ciudad Universitaria designadas para la Facultad Derecho fueron planeadas para dar cabida a 3,000 alumnos, actualmente el número de alumnos supera los 15,000 y la planta docente está constituida por poco más de 1000 profesores, el edificio original de tres plantas se volvió insuficiente por esta razón se construyó una unidad de posgrado y un anexo. Todo el conjunto alberga los salones de la licenciatura, unidades de seminarios y doctorado, laboratorios de idiomas, salones de profesores, biblioteca, hemeroteca y auditorios.
En marzo de 2012 asume la Dirección para el periodo 2012 - 2016 María Leoba Castañeda Rivas, primera mujer en ocupar el cargo.
A partir de marzo del 2016 y hasta 2020, designado por la Junta de Gobierno de la Universidad Nacional Autónoma de México, Raúl Juan Contreras Bustamante fungió como director de la Facultad de Derecho para el periodo 2016-2020, y en marzo de 2020 fue nombrado para un segundo periodo.[cita requerida]

## Biblioteca Antonio Caso
La Biblioteca Antonio Caso de la Facultad de Derecho de la UNAM es la más grande de América Latina en su especialidad. En sus modernas y cómodas instalaciones, con más de 5000 metros cuadrados, ofrece al público usuario la más amplia variedad de autores clásicos y modernos en la ciencia jurídica.
Es preocupación constante de esta institución mantenerla al día, adquiriendo las obras más recientes del mundo jurídico, principalmente en español, francés, italiano, portugués e inglés. En esta biblioteca, se pueden encontrar los servicios complementarios del banco de datos, fotocopiados, consultas, y préstamo a domicilio, así como de computadoras y catálogos puestos al día.

#### Historia
El día 29 de junio de 1594 se colocó la primera piedra del edificio de la Real y Pontificia Universidad de México. Durante este período, la enseñanza de las leyes y, en general, de cualquier conocimiento, guardaba un carácter conservador, imbuida de un espíritu religioso. Esta forma de pensar se sostuvo en las primeras décadas de la Independencia, a pesar de estar en boga las ideas del liberalismo.

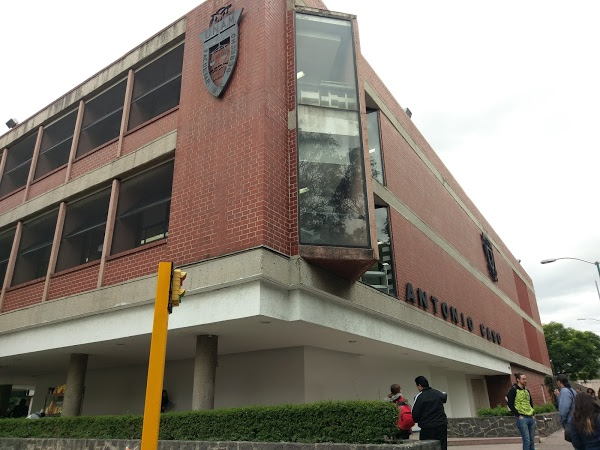
Vista diagonal de la Biblioteca

El 19 de octubre de 1833, la enseñanza pasa a manos del Gobierno creándose la Dirección General de Instrucción Pública para todo el país. A partir de ese año y hasta 1865, se regularizan los estudios en Derecho. En ese mismo año, se establece la Escuela Nacional de Jurisprudencia, ubicada en el ex convento de la Encarnación, en la que se otorgaban los títulos de abogado y notario;"parece que la primera biblioteca fue la de los jesuitas, fundada por Fr. Alonso de Veracruz; llegó a tener 8360 volúmenes. En 1868, se trasladó al edificio de la Escuela de Jurisprudencia, en donde hoy existe aumentada, pues cuenta con más de 15000 volúmenes".
En 1908, el 15 de marzo el presidente Porfirio Díaz inauguró un nuevo edificio erigido con base en el claustro del Convento de Santa Catalina de Siena, en la esquina noreste de las calles de Santa Catalina (hoy República de Argentina) y San Ildefonso.
Este edificio tenía la peculiaridad de ser "una de las primeras escuelas universitarias con instalaciones independientes y construidas ex profeso". Sin embargo, en las fuentes consultadas, apenas hay referencia de la existencia de la biblioteca, a pesar de que el acto de inauguración de estas instalaciones, se realizó en ese lugar.
En el año de 1986, existían 17 bibliotecas: una general, Antonio Caso, y 16 pertenecientes a los Seminarios de las diversas ramas del Derecho. Estos seminarios contaban con personal docente de apoyo y una colección especializada, con el fin de que los estudiantes encontraran bibliografía para la realización de sus tesis; de esta forma, se proporcionaba la información necesaria y la orientación requerida en un mismo lugar.

#### Servicios

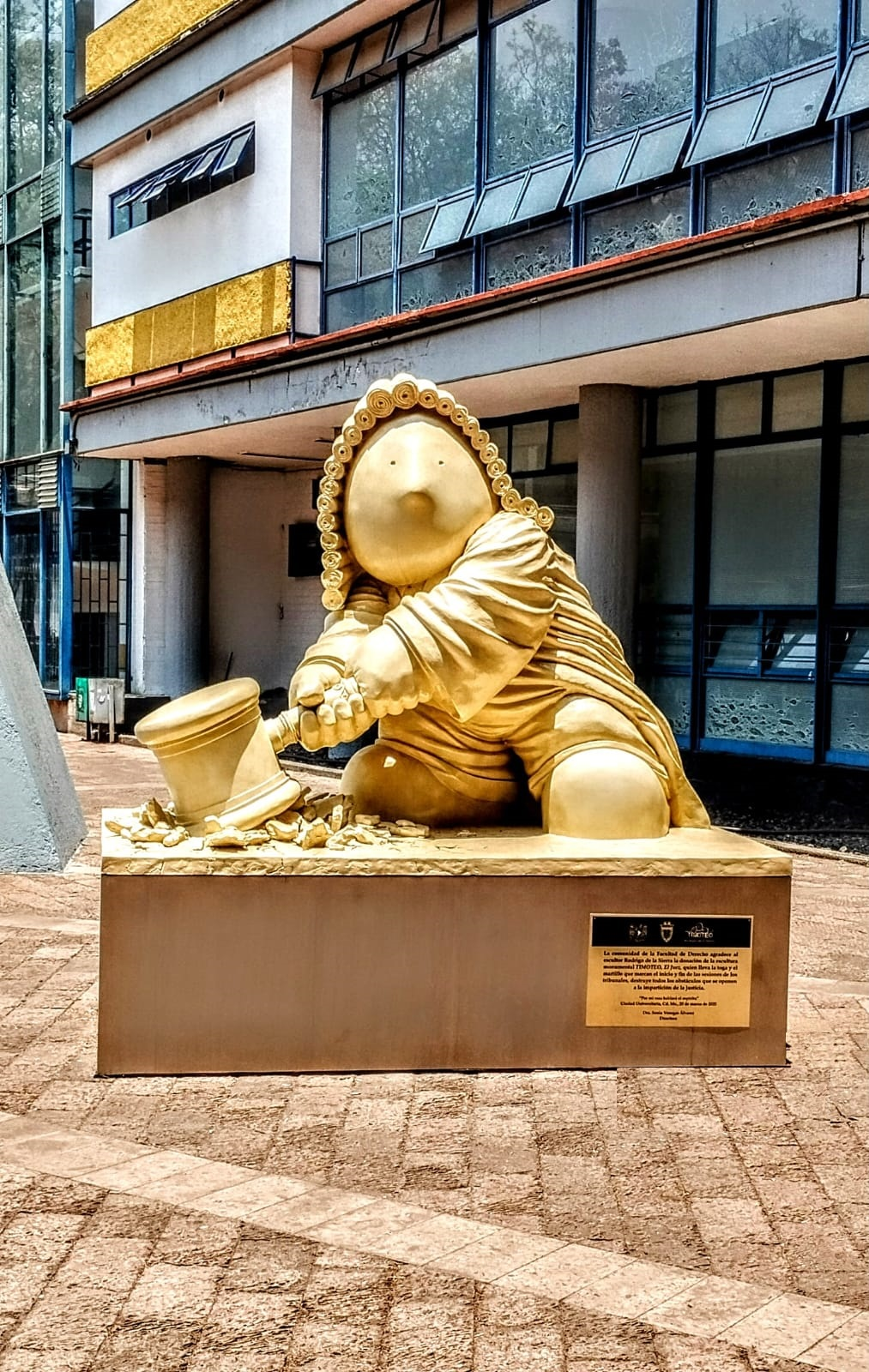
Timoteo juez destruye con el mallete obstrucciones a la impartición de la justicia. Escultura de Rodrigo de la Sierra donada en abril de 2025 por su autor a la Facultad de Derecho de la UNAM.

- Préstamo interno.- En este servicio el usuario tiene acceso dentro de la biblioteca, a las colecciones en estantería abierta y cerrada.
- Préstamo a domicilio.- La función de este tipo de préstamo es poner los libros en manos de los lectores, en el menor tiempo posible. Este servicio se otorga a los usuarios internos, con la presentación de la credencial de la biblioteca. Pueden llevar a domicilio hasta tres libros simultáneamente (tres títulos diferentes), en un periodo de siete días naturales, teniendo la oportunidad de una renovación
- Préstamo interbibliotecario.- El principal objetivo es poner al alcance de los usuarios las colecciones de diversas instituciones y de esta manera, enriquecerse con otras colecciones afines. Este servicio se ofrecerá a cualquier institución que presente su solicitud de convenio. Tendrán derecho hasta dos libros simultáneamente (dos títulos diferentes). El periodo será de una semana, con la oportunidad de una renovación
- Servicio de consulta.- Su función primordial es apoyar a los usuarios para conocer el alcance y carácter de las bibliotecas, así como de sus colecciones y enseñar a los usuarios, los métodos más efectivos para beneficiarse de los libros y de los servicios que otorga la biblioteca
- Servicio de fotocopiado.- A través de este servicio, es posible reproducir copias del material biblio-hemerográfico
- Consulta del Banco de Datos.- Con este servicio, se puede obtener gran cantidad de información de todo el mundo, por medio de Internet, correo electrónico y discos compactos.

## Misión y visión de la Facultad de Derecho

### Misión
Formar juristas e investigadores para ejercer el liderazgo científico con justicia, equidad, solidaridad, ética social y sentido propositivo de soluciones a los problemas jurídicos de la sociedad contemporánea; impulsar la investigación inter, multi y transdisciplinaria; y promover la cultura de la legalidad, innovación y difusión jurídicas ejerciendo la transparencia por medio del uso y apropiación de las tecnologías de la información y comunicaciones.

### Visión
Acrecentar el liderazgo de los juristas e investigadores a nivel nacional e internacional, buscando la innovación científica y académica con una visión crítica en la Sociedad del Conocimiento.

## Directores y Directoras de la Facultad de Derecho
| |                                                                                     | Periodo                  | Periodo                                                         |
| Retrato                                                                                                | Titular                                                                             | Inicio                   | Fin                                                             |
| --- | ----------------------------------------------------------------------------------- | ------------------------ | --------------------------------------------------------------- |
| | Antonino Tagle Rico                                                                 | 17 de julio de 1867      | 7 de septiembre de 1869 ausente desde 16 de junio de 1869       |
| | Luis Velázquez Cordero (interino por ausencia de Antonio Tagle)                     | 16 de junio de 1869      | 26 de septiembre de 1869                                        |
| | Luis Velázquez Cordero                                                              | 27 de septiembre de 1869 | 1 de julio de 1876                                              |
| | Miguel Ruelas Barrón                                                                | 2 de julio de 1876       | 28 de noviembre de 1880 (licencia desde el 24 de enero de 1879) |
| Ignacio-Mariscal                                                                                       | Ignacio Manuel Mariscal Fagoaga (interino por ausencia de Miguel Ruelas)            | 24 de enero de 1879      | 30 de julio de 1879                                             |
| | José María del Castillo Velasco (interino por ausencia de Miguel Ruelas)            | 31 de julio de 1879      | 28 de noviembre de 1880                                         |
| | José María del Castillo Velasco                                                     | 29 de noviembre de 1880  | 4 de septiembre de 1883                                         |
| | José Simeón Arteaga (interino por fallecimiento de José María del Castillo Velasco) | 15 de septiembre de 1883 | 15 de enero de 1885                                             |
| Retrato de Justino Fernández (1)                                                                       | Justino Fernández Mondoño                                                           | 16 de enero de 1885      | 13 de agosto de 1901                                            |
| | Luis Méndez Echazarreta (interino por ausencia de Justino Fernández Mondoño)        | 14 de agosto de 1901     | 8 de diciembre de 1903                                          |
| Pablo 1903                                                                                             | Pablo Macedo y González Saravia                                                     | 8 de diciembre de 1903   | 12 de marzo de 1907                                             |
| | Ricardo Ortega y Pérez Gallardo (interino por ausencia de Pablo Macedo)             | 12 de marzo de 1907      | 15 de mayo de 1907                                              |
| Pablo 1903                                                                                             | Pablo Macedo y González Saravia                                                     | 15 de mayo de 1907       | 30 de abril de 1908                                             |
| CASSASUS, JOAQUIS. HONORABLE LCCN2016857891                                                            | Joaquín Demetrio Casasús González (interino por ausencia de Pablo Macedo)           | 30 de abril de 1908      | 11 de julio de 1908                                             |
| Pablo 1903                                                                                             | Pablo Macedo y González Saravia                                                     | 11 de julio de 1908      | 12 de abril de 1911                                             |
| | Victoriano Pimentel López (interino por ausencia de Pablo Macedo)                   | 12 de abril de 1911      | 3 de junio de 1911                                              |
| Pablo 1903                                                                                             | Pablo Macedo y González Saravia                                                     | 3 de junio de 1911       | 11 de julio de 1911                                             |
| | Julio García López                                                                  | 11 de julio de 1911      | 16 de enero de 1912                                             |
| Pedro Lascurain                                                                                        | Pedro Lascuráin Paredes (interino por ausencia de Julio García López)               | 18 de enero de 1912      | 20 de abril de 1912                                             |
| LUIS CABRERA 1876 - 1954 ABOGADO, POETA YESCRITOR MEXICANO (13451160255)                               | Luis Vicente Cabrera Lobato (interino por ausencia de Julio García López)           | 20 de abril de 1912      | 26 de marzo de 1913                                             |
| | Julio García López                                                                  | 11 de febrero de 1914    | 30 de julio de 1914                                             |
| José Natividad Macías                                                                                  | José Natividad Macías Castorena                                                     | 27 de agosto de 1914     | 7 de diciembre de 1914                                          |
| | Julio García López                                                                  | 7 de diciembre de 1914   | 16 de julio de 1915                                             |
| | Juan N. Frías y Camacho                                                             | 17 de julio de 1915      | 3 de mayo de 1916                                               |
| | Fernando Lizardi Santana                                                            | 8 de mayo de 1916        | Noviembre de 1916                                               |
| | Antonio Alcocer Anda                                                                | Noviembre de 1916        | 6 de febrero de 1917                                            |
| | Fernando Lizardi Santana                                                            | 6 de febrero de 1917     | 31 de julio de 1919                                             |
| | Manuel Mateos Alarcón                                                               | 1° de agosto de 1919     | 1° de febrero de 1920                                           |
| | Alejandro Quijano Sánchez                                                           | 1° de febrero de 1920    | 19 de mayo de 1922                                              |
| Manuel Gómez Morin                                                                                     | Manuel Gómez Morin                                                                  | 19 de mayo de 1922       | 11 de enero de 1925                                             |
| | Aquiles Elorduy García                                                              | 5 de enero de 1925       | 3 de enero de 1929                                              |
| | Julio Guerrero Groso (interino)                                                     | 11 de agosto de 1925     | 11 de septiembre de 1925                                        |
| | Julio Guerrero Groso (interino)                                                     | Octubre de 1926          | Enero de 1927                                                   |
| | Luis Sánchez Pontón (interino)                                                      | 19 de mayo de 1927       | 12 de septiembre de 1927                                        |
| | Narciso Bassols García                                                              | 3 de enero de 1929       | 3 de julio de 1929                                              |
| | Luis Chico Goerne                                                                   | 2 de agosto de 1929      | 29 de noviembre de 1932                                         |
| | Rodulfo Brito Foucher                                                               | 30 de noviembre de 1932  | 20 de julio de 1934                                             |
| | José Rafael de la Trinidad García Aguirre                                           | 20 de julio de 1934      | 5 de octubre de 1935                                            |
| | Emilio Pardo Aspe                                                                   | 5 de octubre de 1935     | 14 de julio de 1938                                             |
| | Agustín García López                                                                | 14 de julio de 1938      | 25 de abril de 1939                                             |
| | Manuel Gual Vidal                                                                   | 9 de mayo de 1939        | 19 de mayo de 1941                                              |
| | Vicente Peniche López                                                               | 19 de mayo de 1941       | 8 de julio de 1943                                              |
| | Alfonso Noriega Cantú                                                               | 8 de julio de 1943       | Agosto de 1944                                                  |
| AR6348-A. President John F. Kennedy Meets with Mexico-United States Interparliamentary Group (cropped) | Antonio Carrillo Flores                                                             | Agosto de 1944           | Febrero de 1945                                                 |
| | Virgilio Domínguez Amezcua                                                          | 28 de mayo de 1945       | 3 de abril de 1948                                              |
| | José Castillo Larrañaga                                                             | Enero de 1949            | 29 de abril de 1951                                             |
| | Mario de la Cueva y de la Rosa                                                      | 22 de agosto de 1951     | 1953                                                            |
| | Roberto Luis Mantilla Molina                                                        | 1954                     | 1958                                                            |
| | Ricardo García Villalobos Espinoza                                                  | 1958                     | 1962                                                            |
| | César Sepúlveda Gutiérrez                                                           | 1962                     | 1966                                                            |
| | Ignacio Medina Lima                                                                 | Julio de 1966            | Octubre de 1966                                                 |
| | Ernesto Flores Zavala                                                               | 1966                     | 1970                                                            |
| | Fernando Ojesto Martínez-Díaz                                                       | 1970                     | 1973                                                            |
| | Pedro Astudillo Ursúa                                                               | 1977                     | 1981                                                            |
| | Miguel Acosta Romero                                                                | 1981                     | 1987                                                            |
| | José Dávalos Morales                                                                | 1987                     | 1991                                                            |
| | José M. Garizurieta González                                                        | 1987                     | 1991                                                            |
| | José Máximo Carvajal Contreras                                                      | 1991                     | 2000                                                            |
| | Fernando Serrano Migallón                                                           | 2000                     | 2008                                                            |
| | Ruperto Patiño Manffer                                                              | 2008                     | 2012                                                            |
| MariaLeobaCR                                                                                           | María Leoba Castañeda Rivas                                                         | 2012                     | 2016                                                            |
| | Raúl Juan Contreras Bustamante                                                      | 2016                     | 2024                                                            |
| Sonia Venegas Álvarez                                                                                  | Sonia Venegas Álvarez                                                               | 2024                     | Actual                                                          |

## Alumnos destacados

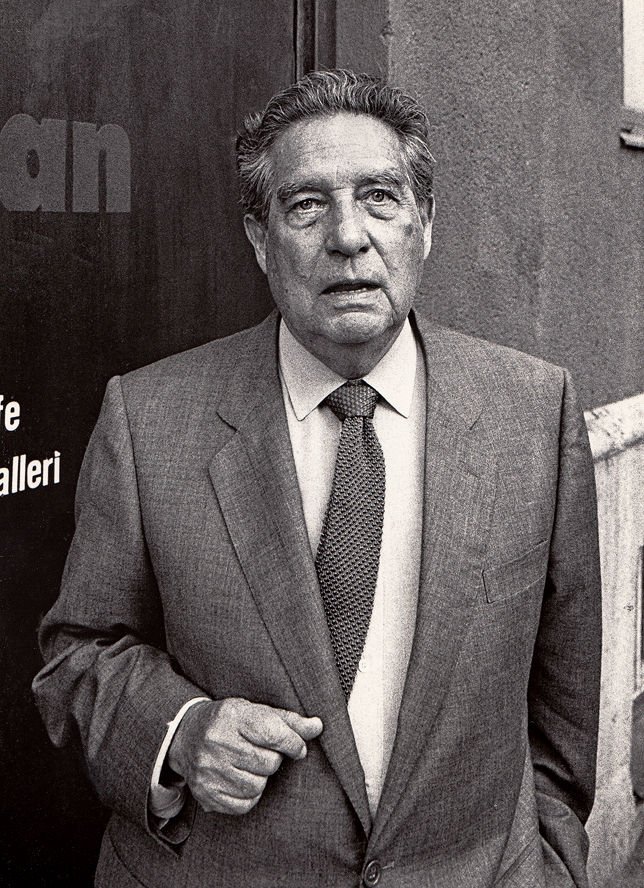
Octavio Paz, Premio Nobel de Literatura 1990, realizó sus estudios en las facultades de Derecho y en la de Filosofía y Letras de la UNAM.

Estos son algunos de los egresados más notables que han egresado de la Facultad de Derecho de la Universidad Nacional Autónoma de México:

### Presidentes de México
- Miguel Alemán Valdés (Presidente de México de 1946-1952)
- Adolfo López Mateos (Presidente de México de 1958-1964)
- Luis Echeverría Álvarez (Presidente de México de 1970 a 1976)
- José López Portillo (Presidente de México de 1976 a 1982)
- Miguel de la Madrid Hurtado (Presidente de México de 1982 a 1988)

### Escritores
- Antonio Carrillo Flores, miembro de El Colegio Nacional[10]
- Carlos Fuentes
- Octavio Paz[11]
- Sergio Pitol
- Jorge Volpi

### Ministros de la Suprema Corte
- Norma Lucía Piña Hernández
- Juan N. Silva Meza
- Juan Luis González Alcántara Carrancá
- José Ramón Cossío Díaz

- Luis María Aguilar Morales[12]

- Alfredo Gutiérrez Ortiz Mena

- Margarita Beatriz Luna Ramos
- Olga Sánchez Cordero

### Premios Nobel
- Alfonso García Robles
- Octavio Paz

### Otros Personajes Notables

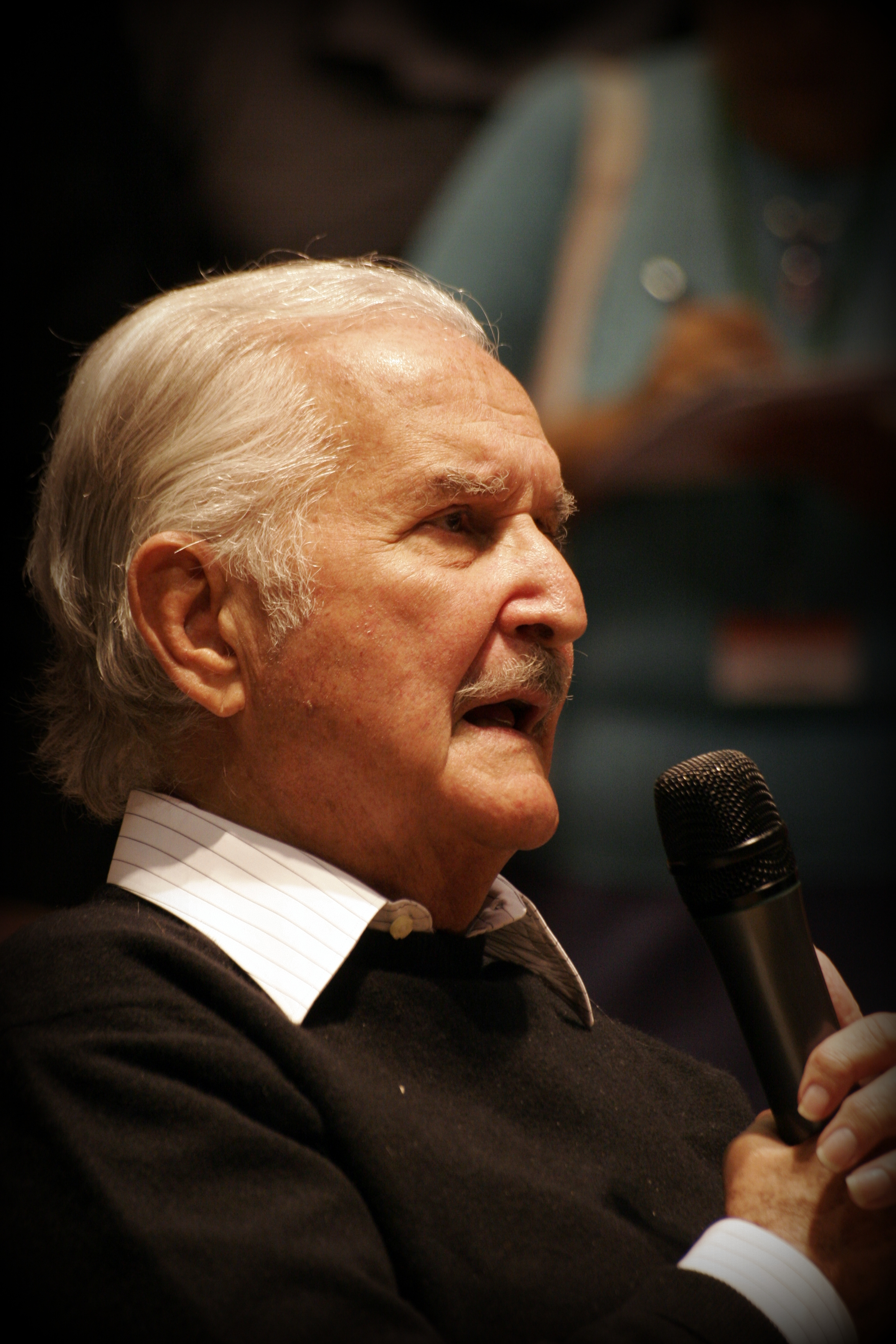
Carlos Fuentes, exponente del boom latinoamericano, se graduó en Derecho por la UNAM

- Carlos Fuentes
- Ignacio Burgoa Orihuela
- Néstor de Buen
- Antonio Ortiz Mena
- Raúl Carrancá y Rivas
- Raúl Cervantes Ahumada
- Emilio Chuayffet
- Lorenzo Córdova Vianello
- César Costa
- Enrique de la Madrid
- Diego Fernández de Cevallos
- Héctor Fix Zamudio
- Gabino Fraga Mouret
- Eduardo García Máynez
- Sergio García Ramírez
- José González Morfín
- José Yves Limantour
- Miguel Ángel Mancera[13]
- José Antonio Meade Kuribreña[14]
- Eduardo Medina Mora
- Enrique Ochoa Reza[15]
- José de Jesús Orozco Henríquez
- Eduardo Pallares Portillo[16]
- Emilio Óscar Rabasa
- Andrés Serra Rojas
- José Luis Soberanes Fernández
- Paco Stanley
- Diego Valadés Ríos
- Jacobo Zabludovsky
- José Vasconcelos
- Bernardo Sepúlveda Amor
- Isidro Fabela Alfaro